# Групов интелект
Груповата интелигентност се отнася до процес, при който големи групи от хора заедно и едновременно се приближават до общи точки на знание. Според някои изследвания, малките групи се справят по-добре от индивидуалните опити за справяне с въпроси и проблеми. 
Социалните психолози изучават груповата интелигентност и свързаните с това теми като децентрализираното вземане на решение и груповото знание, използвайки демографска информация, за да изучат развитието на една такава интелигентност и резултатите и последствията това за една продължителна социална промяна.
Терминът групова интелигентност описва как при най-добрите обстоятелства, големи групи от хора едновременно се доближават до тези общи точки на знание в определена област или области. Терминът често се използва взаимозаменяемо с колективна интелигентност, коинтелигентност, групово знание и мисловност на стадото.